# Alexander Schweitzer
Alexander Schweitzer (ur. 17 września 1973 w Landau in der Pfalz) – niemiecki polityk, prawnik i samorządowiec, wiceprzewodniczący Socjaldemokratycznej Partii Niemiec (SPD), minister w rządzie krajowym (2013–2014, 2021–2024), od 2024 premier Nadrenii-Palatynatu.

## Życiorys
Ukończył studia prawnicze na Uniwersytecie Jana Gutenberga w Moguncji, w 2001 zdał państwowy egzamin prawniczy I stopnia. Pracował w agencji zajmującej się oceną i zarządzaniem jakością w szkolnictwie wyższym w Badenii-Wirtembergii, w instytucie prowadzonym przez fundację Steinbeis-Stiftung oraz jako wykładowca w Berufsakademie Mosbach.
W 1989 wstąpił do Socjaldemokratycznej Partii Niemiec. W 1999 wszedł w skład rady powiatu Südliche Weinstraße. W latach 2006–2009 zasiadał w landtagu Nadrenii-Palatynatu. Następnie do 2011 pełnił funkcję sekretarza stanu w krajowym ministerstwie gospodarki, transportu i rolnictwa. W 2011 został sekretarzem generalnym SPD w kraju związkowym. W 2013 ponownie objął mandat posła do landtagu, utrzymywał go w kolejnych wyborach w 2016 i 2021.
W latach 2013–2014 był ministrem spraw społecznych, pracy, zdrowia i demografii. W 2014 powołano go na przewodniczącego frakcji poselskiej socjaldemokratów. W 2021 powrócił do rządu krajowego jako minister pracy, spraw społecznych, transformacji i cyfryzacji. W lipcu 2024 zastąpił Malu Dreyer na stanowisku premiera Nadrenii-Palatynatu. W czerwcu 2025 wybrany na jednego z wiceprzewodniczących swojej partii na szczeblu federalnym. 